# Pachycerianthus fimbriatus
Pachycerianthus fimbriatus is een Cerianthariasoort uit de familie van de Cerianthidae. De wetenschappelijke naam van de soort is voor het eerst geldig gepubliceerd in 1910 door McMurrich.

## Beschrijving
Pachycerianthus fimbriatus nestelt zich in het substraat en leeft in een halfstijve buis gemaakt van vervilte netelcellen (nematocyten), waarin hij zich bij dreigend gevaar in kan terugtrekken. De anemoon wordt vaak gezien in fel oranje tot rood. Net als alle ceriantharia-soorten heeft ook P. fimbriatus twee kransen van tentakels, één rond de mond (labiale tentakels) en één aan de rand van de orale schijf (marginale tentakels). Zoals de meeste anemonen, bevat de kokeranemoon stekende netcellen langs zijn tentakels, maar deze zijn niet giftig voor de mens.

## Verspreiding
Deze soort is beschreven vanuit Indonesië. Het wordt beschouwd als synoniem met P. plicatus die werd beschreven vanaf de kust van de Stille Oceaan van Noord-Amerika (van het zuiden van Alaska tot het zuiden van Californië).